# Kuchik Khan
 Mīrzā Kūchik Khān (gilaki: ميرزا کۊجي خان) (em persa: میرزا كوچک خان) (grafias alternativas comuns Kouchek, Koochek, Kuchak, Kuchek, Kouchak, Koochak, Kuchak, Kuçek) (1880 — 2 de dezembro de 1921) foi um revolucionário do início do século vinte que é considerado um herói nacional na história iraniana moderna. Ele foi o fundador de um movimento revolucionário com base nas florestas de Gilan, no norte do Irã que ficou conhecido como o Nehzat-e Jangal (Movimento das Florestas). Este levante teve início em 1914 e permaneceu ativo contra inimigos internos e externos até 1921, quando o movimento foi derrotado.

## Início da vida
Kuchak Khan nasceu como Younes, filho de Mirza “Bozorg” (que significa “grande”, i.e. “mais velho” em persa) e, por isso foi apelidado de Mirza “Kuchak” (que significa “pequeno”, i.e. “Junior” em persa), na cidade de Rasht, no norte do Irã em 1880. Ele estudou teologia (a única educação formal disponível na época) para tornar-se um sacerdote na escola de Jame Rasht em Rasht e mais tarde em Mahmudiyeh, em Teerã. Nas vésperas da Revolução Constitucional Iraniana, quando todos os intelectuais e pessoas comuns passaram a se envolver mais com a política, Mirza desistiu de seus estudos para juntar-se ao movimento. Finalmente, em um decreto imperial, o Xá do Irã Muzaffar al-Din Shah concordou em uma monarquia constitucional em agosto de 1906.
No entanto, a sociedade feudalista dominante não estava disposta a abrir mãos de seus privilégios e respeitar o recém-eleito Parlamento (Majlis). Em junho de 1908, o parlamento foi fechado durante um golpe de estado ordenado pelo novo monarca Mohammad Ali Shah. A Brigada Cossaca Russa, sob o comando do Coronel Liakhov a serviço do Xá bombardeou o parlamento e prendeu pessoas que eram a favor da democracia e seus líderes, tais como jornalistas e membros do Parlamento. Levantes em todo o país se seguiram, em especial em Tabriz, Ardabil e Rasht. Durante o levante de Tabriz, Kuchak Khan tentou juntar-se às forças de Sattar Khan e Haj Baba Khan-e-Ardabili, mas não pôde participar ativamente devido a uma enfermidade. Ele foi ferido durante a Guerra Constitucionalista e teve de viajar para Baku e Tbilisi para tratamento médico.
Após passar por um período de uma renovada e sangrenta ditadura apelidada de Breve Ditadura (ou Autocracia Menor), finalmente, em julho de 1909, as forças nacionais revolucionárias de Gilan e do centro do Irã (as tribos Bakhtiari) uniram-se para atacar e conquistar a capital Teerã. Mirza Kuchak Khan foi um dos comandantes de baixa patente da força que invadiu a capital vinda do Norte (sob o comando de Sepahdar Aazam Mohammad Vali Khan Tonekaboni)

## Movimento Jangal

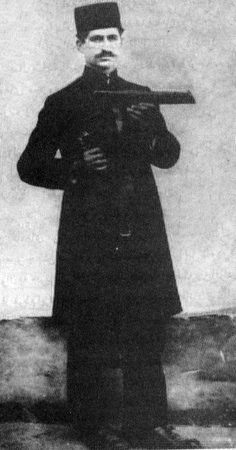
Mirza Kuchek Khan antes de começar a rebelião (por volta de 1914).

Infelizmente, dadas às insuficiências dos pensadores e ativistas sociais da época, por um lado e o fortalecimento da velha autocracia, por outro lado, as mesmas classes privilegiadas e seus representantes políticos mais uma vez tomaram o controle do novo regime. Os combatentes da liberdade não estavam satisfeitos e de fato, foram desarmados, em alguns casos, com o uso da força. Enquanto isso, a manipulação direta e indireta na política interna do país pelos russos tsaristas e britânicos se somou ao sofrimento do povo e resultou em inquietação social.
Foi durante esse período tumultuoso que Mirza Kuchak Khan, em colaboração com a Sociedade da União Islâmica, deu início a seu levante nas florestas do norte (Cáspio Meridional). O retorno de Mirza Kuchak Khan a Rasht não foi fácil desde que ele foi expulso de Gilan pelo consulado russo por cinco anos. Sua causa parece ter sido uma mistura da causa da recém-emergente burguesia nacional e dos camponeses oprimidos e, por isso, ganhou força desde o início. As forças Jangal (localmente conhecidas como ‘Jangalis’ i.e. ‘povo da floresta’ em persa) derrotaram as tropas governamentais locais e russas, o que se somou à sua reputação de potenciais salvadores das idéias da Revolução Constitucional.
No dia 12 de junho de 1918, Manjil foi palco de uma batalha entre as tropas Jangali e as forças conjuntas britânicas e brancas da Rússia. A última força (liderada pelos Generais Dunsterville e Kernel Bichekharov) apesar de formalmente estar apenas tentando organizar o retorno dos soldados russos, na realidade planejava passar por Manjil como a única passagem para o Cáspio, com o objetivo de chegar a Baku e combater a recém-formada Comuna de Baku (liderada por Stepan Shahumian). Os diários e bilhetes privados do General Dunsterville, incluindo aqueles mantidos durante o seu comando da Missão Dunsterforce para o Norte da Pérsia e Baku, são transcritos a partir do original pela bisneta do General Dunsterville e incluídos no Arquivo dos Documentos Principais da Grande Guerra . As tropas de Mirza Koochek Khan foram derrotadas nesta guerra devido ao uso de artilharia, cavalaria blindada e aviões pelas forças conjuntas. O comandante de campo de Mirza era um oficial alemão (Major Von Pashen) que se juntou ao movimento Jangal após ter sido libertado por eles da prisão em Rasht.
O Movimento Jangal foi fortalecido e ganhou importância após a vitória dos Bolcheviques na Rússia. Em maio de 1920, a marinha soviética, liderada por Fyodor F. Raskolnikov e acompanhada por Grigoriy Ordzhonikidze entraram no porto Cáspio de Anzali. Esta missão foi declarada como sendo apenas uma busca às embarcações e munições russas levadas a Anzali pelo general contrarrevolucionário russo branco Denikin, a quem foi concedido asilo pelas forças britânicas em Anzali.

## República Socialista de Gilan
Mirza Koochak Khan concordou em cooperar com os revolucionários soviéticos sob algumas condições, que incluíam a proclamação da República Socialista de Gilan (também conhecida como A República Vermelha das Selvas) sob sua liderança e a ausência de intervenções por parte dos soviéticos nos assuntos internos da república. Entretanto, logo surgiram desentendimentos entre Mirza e seu grupo de conselheiros de um lado e os soviéticos e o Partido Comunista Iraniano (que evoluiu a partir do Partido Edalad, com base em Baku). Os esforços de Mirza para resolver as cruéis disputas enviando uma petição a Lênin através de uma delegação de dois de seus homens  não resultou em uma resolução. Em 1921 e especialmente após o acordo alcançado entre a União Soviética e os britânicos, os soviéticos decidiram por não mais apoiar a República Socialista de Gilan e, como resultado, as forças governamentais lideradas por Reza Khan derrotaram as forças dispersas da República da Selva. Existe, no entanto, um ponto de vista diferente que acredita que Mirza Kuchak Khan e seus círculos internos foram inerentemente incapazes de realizar mudanças sociais radicais tais como o abandono do feudalismo em Gilan, o que teria sido de tremenda ajuda para a república, pavimentando o caminho para sua vitória final .

## A morte de Mirza
Mirza e seu companheiro, um revolucionário aventureiro russo-alemão, abandonados nas montanhas de Khalkhal, morreram de frio. Seu corpo foi decapitado por um senhorio local e sua cabeça foi exposta em Rasht para que fosse estabelecida a hegemonia do novo governo  sobre a revolução e as idéias revolucionárias.

## Análise histórica
Historiadores tentaram analisar os fatores que contribuíram para o fim do Movimento Jangal. Alguns dos principais estudos incluindo os de Gregor Yeghikian e Ebrahim Fakhrayi (Ministro da Cultura no gabinete de Mirza da República Vermelha) sugerem um papel tanto para as ações extremistas tomadas pelo Partido Comunista (Edalat), que provocou sentimento de oposição dos religiosos entre o público, quanto para os pontos de vista religiosos e, de certa forma, conservadores de Mirza Kuchak Khan a respeito da colaboração com o Partido Comunista como possíveis fatores.
Foi sugerido também que a mudança na política soviética com relação à busca da revolução global (conforme defendido por Trotsky) em contraste com o estabelecimento e a proteção da União Soviética tenha sido a principal razão para que eles retirassem o apoio à República de Gilan. A segunda opção teve mais apoio e, por essa razão os soviéticos assinaram um tratado com os britânicos em Londres (1921) que obrigou-os a retirarem-se do norte do Irã. Correspondências entre Theodore Rothstein, o embaixador soviético em Teerã e Mirza Koochak Khan dão suporte a este ponto de vista (Ebrahim Fakhrayi). Como parte de seus esforços em manter a paz, Rothstein também enviou uma mensagem aos oficiais soviéticos em meio à força de mil homens de Ehsanollah Khan que foi em direção a Qazvin para não obedecer suas ordens e como resultado, essa campanha foi derrotada. Porém este ponto de vista tem sido refutado por outros historiadores, que enfatizam a visão limitada da revolução por parte de Kuchak Khan devido à sua posição sócio-econômica e ideológica .